# آندره ژنست
آندره ژنست (فرانسوی: André Geneste‎؛ زادهٔ ۲۴ ژانویهٔ ۱۹۳۰) دوچرخه‌سوار اهل فرانسه است.